# 北谷恵祖事件
北谷恵祖事件（ちゃたんえそじけん）とは、1667年、琉球王国の不祥事に薩摩藩が介入、処分した事件である。
1663年、清よりの冊封を受けた尚質王は、謝恩使として羽地朝秀の叔父で三司官の北谷親方朝暢（唐名は向国用）を派遣した。翌1664年、帰国の途に着いた北谷は福州に逗留する。同年、康熙帝即位の慶賀使として恵祖親方重孝（唐名は英常春）が派遣されたが、船は閩江河口付近で遭難した上に海賊に襲撃された。恵祖達は福州に逃れたが、献上品の金壺が盗まれ、随員の殺害事件が起こった。1665年、謝恩、慶賀使一同は帰国した。
ここで報告を受けた薩摩藩は、事態の解明に乗り出した。1666年6月と10月に関係者を薩摩に上国させ取り調べたところ、真相が明らかになった。
- 海賊とは、中国人に偽装した琉球人であった。
- 手引きをして進貢品を盗んだ船員上間らが、それを咎めた随員の喜屋武筑登之元持を殺し、その従者も殺した。
- 北谷親方は慶賀使に便乗して、家来を迎えによこさせた。
- 金壷を盗んだのは北谷の家来、与那城仁屋達であり、それを更に仲村渠仁屋が盗んだ。
- 同じく北谷家来の宮里子は仲村渠と手を組み、医師の休斎も引き入れて与那城を毒殺、金壷は現地で売り払った。
- それを知った別の船員が、宮里を脅して口止め料をせしめた。
- 家来の関与を知った北谷は、伊平屋島で関係者を下船させて揉み消しを図った。

1667年3月、薩摩藩は処分内容を通告する。北谷、恵祖は監督責任を問われ、北谷が家来を乗船させたのは勝手な振る舞いであり、恵祖は海賊から逃亡するとは臆病千万と、斬首を通告。更に両人の子弟8人を流刑。殺人、窃盗の関係者12人も罪状に応じて処刑、処分するというものであった。
薩摩藩は琉球への判決文に「異議あれば遠慮なく申し立てよ」と書き添えたが、王府は一切逆らうことなく5月21日に北谷、恵祖を処刑した。